# Cesare Arzelà
Cesare Arzelà (1847-1912) va ser un matemàtic italià, especialitzat en anàlisi matemàtica i funcions de variable real.

## Vida i Obra
Arzelà va fer els seus estudis secundaris als instituts de Sarzana i de Pisa fins al 1861 en que va ingressar a la Scuola Normale Superiore de Pisa. Després d'un any fent classes al institut de Macerata, retorna a la universitat de Pisa per seguir el cursos que impartien Ulisse Dini i Enrico Betti. A partir de 1873 és professor de matemàtiques als instituts de Savona i de Como i al institut tècnic de Florència, on va tenir com alumne Vito Volterra.
El 1878 va ser nomenat professor de la universitat de Palerm i dos anys més tard de la de Bolonya, on romandria la resta de la seva vida, treballant fonamentalment en els camps de l'àlgebra i de la teoria de les funcions reals.
La seva obra científica és particularment difícil perquè quasi sempre els seus treballs estan dedicats a completar resultats, a eliminar les més subtils imprecisions o a ampliar i generalitzar teories.